# (2053) Nuki
(2053) Nuki (1976 UO; 1928 RW; 1961 TW) ist ein Asteroid des Hauptgürtels, der am 24. Oktober 1976 von Richard Martin West entdeckt wurde.

## Benennung
Der Asteroid wurde nach Nodari West, dem Sohn von Richard Martin West, benannt.